# Пісковатка (Городищенський район)
Пісковатка (рос. Песковатка) — хутір у Городищенському районі Волгоградської області Російської Федерації.
Населення становить 1054  особи. Входить до складу муніципального утворення Пісковатське сільське поселення.

## Історія
Хутір розташований у межах українського історичного та культурного регіону Жовтий Клин.
Згідно із законом від 14 травня 2005 року № 1058-ОД органом місцевого самоврядування є Пісковатське сільське поселення.

## Населення
| 2010 | 2012  | 2013  | 2014  | 2015 | 2016 | 2017 |
| ---- | ----- | ----- | ----- | ---- | ---- | ---- |
| 1093 | ↘1085 | ↘1051 | ↘1011 | ↘961 | ↘947 | ↘921 |